# Atalaya salicifolia
Atalaya salicifolia är en kinesträdsväxtart som först beskrevs av Dc., och fick sitt nu gällande namn av Carl Ludwig von Blume. Atalaya salicifolia ingår i släktet Atalaya och familjen kinesträdsväxter. Inga underarter finns listade i Catalogue of Life.